# Mill Creek (Oklahoma)
Mill Creek é uma cidade  localizada no estado norte-americano de Oklahoma, no Condado de Johnston.

## Demografia
Segundo o censo norte-americano de 2000, a sua população era de 340 habitantes.
Em 2006, foi estimada uma população de 332, um decréscimo de 8 (-2.4%).

## Geografia
De acordo com o United States Census Bureau tem uma área de
1,0 km², dos quais 1,0 km² cobertos por terra e 0,0 km² cobertos por água.

## Localidades na vizinhança
O diagrama seguinte representa as localidades num raio de 24 km ao redor de Mill Creek.